# Carroll Valley
Carroll Valley è un comune degli Stati Uniti d'America nella Contea di Adams, in Pennsylvania. La sua popolazione al censimento del 2000 era di 3.291 abitanti.

## Società

### Evoluzione demografica
La composizione etnica della zona vede una prevalenza della razza bianca (96.81%) seguita dagli afroamericani ( 0.61%). Nel 2000 si contavano 1.176 nuclei familiari.
| Borough di Carroll Valley Popolazione |       |
| 2000                                  | 3.291 |
| Stima al 01-07-07                     | 3.524 |